# Історія Бердичева
Історія міста Бердичів

## Заснування
Територія, на якій розміщене місто, заселена ще в II тисячолітті до н. е. Тут виявлено поселення доби бронзи та залишки двох поселень черняхівської культури. Деякі дослідники історії Бердичева вважають, що назва міста походить від слов'янського слова «бердо» — урвище, або ж від власного імені Бердич. У 1430 році великий князь литовський Вітовт віддав цю місцевість путивльському та Звенигородському наміснику Калинику. Його підданий Бердич і заснував тут хутір, який згодом почав називатися Бердичевом. В 1483 році кримські татари зруйнували населений пункт. 1546 року в акті розмежування земель між Литвою і Польщею Бердичів згадується як власність магнатів Тишкевичів.

## Середньовіччя

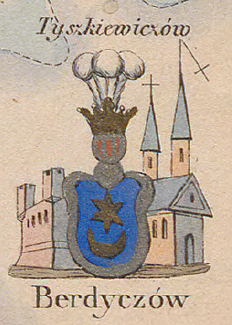
Бердичів на мапі Зигмунда Герстмана

Після Люблінської унії (1569 рік) Бердичів відійшов до Польщі. Місцеве населення зазнавало багато лиха від постоїв жовнірів. Наприкінці XVI ст. Януш Тишкевич почав споруджувати замок, збудував млин, 1627 року — монастир. З цього часу Бердичів став містечком. У 1630 році власник його подарував замок католицькому ордену босих кармелітів, що утримував для свого захисту військовий гарнізон з кількома гарматами.
Коли в Україні почалася визвольна війна під проводом Богдана Хмельницького, загони повстанців на чолі з Максимом Кривоносом у червні—липні 1648 року завдали польсько-шляхетському війську ряд нищівних ударів і визволили містечко від поляків, зруйнувавши при цьому замок і монастир.
Населений пункт увійшов до Київського полку. Протягом усієї війни в Бердичеві стояв козацький гарнізон. Після Переяславської угоди в лютому 1654 року почалася війна між Московією і Польщею, яка тривала з перервами до 60-х років XVII століття. У 1663 році шляхта, ченці-кармеліти знову повернулися до Бердичева. Населення вороже зустріло їх. Побоюючись виступу міщан, кармеліти на певний час залишили містечко. За Андрусівським перемир'ям 1667 року Бердичів відійшов до Польщі в складі Брацлавського воєводства. Відновлення кріпацтва обурило селян, які почали групуватися навколо відомих козацьких ватажків, зокрема, фастівського полковника Семена Палія. Коли у 1702—1704 рр. вибухнуло народне повстання, Семен Палій та Самусь 1703 року розбили під Бердичевом польсько-шляхетське військо.
Між нащадками Яна Тишкевича та орденом кармелітів до 1717 року йшла боротьба за замок. Процес виграли ченці, які почали відбудовувати замок, укріпили мури, збільшили кількість гармат. У 1739—1754 рр. вони побудували кафедральний костьол. Бердичів знову став одним з осередків католицького впливу на Правобережній Україні. З цією метою при костьолі було відкрито кармелітську школу, з 1758 року друкарню. З середини XVIII ст. власником містечка став магнат Радзівілл. Йому належали в Бердичеві майже 8 000 десятин землі. Посполиті відробляли по 2 дні на тиждень панщини. Соціальний, національний та релігійний гніт сприяв поповненню гайдамацьких загонів, що діяли на прилеглих територіях. 9 червня 1750 року повстанці в кількості 120 чоловік напали на Бердичів і розправилися з шляхтою.

## Новий час
1793 року, після другого поділу Речі Посполитої і загарбання Правобережної України Російською імперією, Бердичів увійшов до складу Волинської губернії як містечко Житомирського повіту. У 1798 році в ньому налічувалося 864 будинки й 4820 чоловік. У 1844 році Бердичів включено до Махнівського повіту Київської губернії, а в 1846 — він став повітовим містом, де жило понад 41 тис. населення, зростанню якого сприяв дальший розвиток промисловості. За даними 1845 року, тут було 8 цегелень, 4 миловарні, пивоварня, 2 свічкових, воскоробний та маслоробний заводи, каретна, кортова, макаронна й 6 капелюшних фабрик.
Широкого розвитку набули ремесла. Ще в середині XVIII ст. кравці, шевці, кушніри, гончарі об'єдналися в цехи. Особливо швидко почали розвиватися ремесла в середині XIX ст. А в 1860 році тут уже налічувалося понад 4 тис. ремісників у тому числі 647 кравців. Умови праці робітників були тяжкі. Майстерні, де працювало 8—10 чоловік, містилися в невеличких хатках, наповнених смородом шкіри або чадом від праски. Тут же багатьом доводилося й спати.

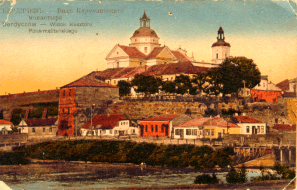
Монстир Босих Кармелітів, фотографія 1910-х років.

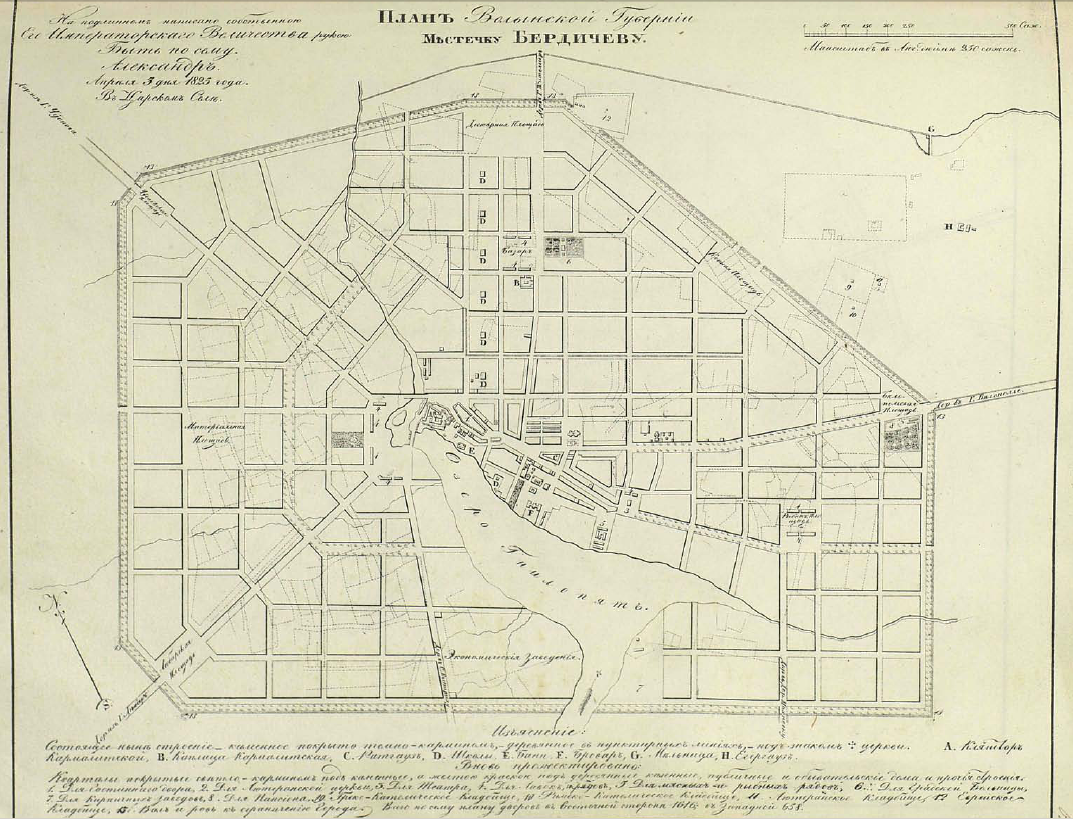
План містечка Бердичева Волинської губернії, затверджено 3 квітня 1825 року, Царське Село

Починаючи з другої половини XVIII ст., у Бердичеві швидко розвивалася торгівля. Цьому сприяло вигідне розташування його на перехресті шляхів, що йшли з Західної Європи до Росії, й надане 1765 року право щороку проводити десять ярмарків. Сюди з'їжджалися купці з Галичини, Королівства Пруссія, Османській імперії, Австрії, Києва, Чернігова й Москви. Річний обіг ярмарок, що проводились у Бердичеві, перевищував 20 млн крб. золотом. Завдяки цьому після 1800 року місто швидко набуло роль найголовнішого банківського центру Російської Імперії.
Проте згодом банківська діяльність перемістилася у Одесу, головний порт країни, і з 50-х років XIX ст. роль Бердичева як торговельного центру України зменшилася. Окрім всього, це зумовлювалося зростанням торговельного значення Києва та інших міст, що мали залізничне сполучення з центральною Росією.
З розвитком промисловості, ремесла, торгівлі зростало й саме місто. 1846 року в ньому налічувалося 1893 будинки, з яких лише 69 споруджені з цегли. Місто було невпорядкованим. У ньому налічувалося 11 вулиць, 80 провулків та 4 площі. Оноре де Бальзак, побувавши тут 1850 року. писав про його забудову, що будинки в місті танцюють польку, одні нахилені вправо, інші — вліво, ще інші — наперед.
На низькому рівні перебувало медичне обслуговування. У XVIII ст. тільки при костьолі існували невеличка лікарня й аптека. В середині XIX ст. діяло дві лікарні на 20 і 30 ліжок. Одна з них утримувалася коштом громади. Для перенаселеного міста з антисанітарним станом, великою кількістю бідноти, що часто хворіла на шлункові та інші хвороби, цієї кількості медичних закладів не вистачало. Тому не випадково, коли 1831 року в Бердичеві спалахнула епідемія холери, її жертвами стало чимало людей.
Не кращим було становище і з освітою. У XVIII ст. майже все населення не вміло ні писати, ні читати, оскільки в містечку не існувало школи для бідного люду. В кармелітській школі в 90-х роках шість учителів навчало 160 дітей шляхтичів. 1832 року кармелітську школу закрили, а учнів перевели до Житомирської і Немирівської гімназій. 1825 року в місті засновано чотирикласне училище, в якому 8 учителів навчало 182 дітей переважно заможних міщан. З 1829 по 1845 рік працювало парафіяльне духовне училище.
Восени 1846 року в місті побував Т. Г. Шевченко, який зробив тут кілька малюнків історичних пам'ятників та записав кілька народних пісень.

## Новітня історія. 19 - перша половина 20 століття

### З 1861 до Першої світової війни

#### Промисловість
Реформа 1861 року дала поштовх для зростання промисловості і в Бердичеві. Цьому сприяло також будівництво залізниць, що в 1870 році зв'язали місто з Козятином, трохи згодом — з Шепетівкою, а 1896 року — з Житомиром. Уже в 1872 році в Бердичеві налічувалося 25 заводів і фабрик. Це були невеличкі, кустарні підприємства, де переважала ручна праця. Через чотири роки тут засновано один з найбільших в Україні шкіряний завод.
У 1877 році в Бердичеві виникло чавуноливарне підприємство, яке виготовляло апаратуру для цукрової промисловості. 1897 року воно стало власністю бельгійського акціонерного товариства й перетворено на машинобудівний завод під назвою «Прогрес». Крім обладнання для цукрової. винокурної й пивоварної промисловості, тут почали випускати нескладні сільськогосподарські машини та парові котли.
У 1881 році макаронне виробництво купця Шиперовича виробляло на рік до 500 пудів макаронних виробів. У цей же час у місті існувало 5 підприємств по виробництву фарб - білил та лазурі та стільки ж миловарених. На вул. Мурованій (тепер Героїв України) розмістилося машинобудівне підприємство Владислава Каменського і Ко з 18 робочими та 12 станками.
У 1890 році купець Овсій Маркович Зусман відкрив у Бердичеві фаянсову фабрику, арендатором якої був Мауріцій Етінгер. У1894 році обіг виробництва становив 30 000 руб. Наприкінці 1899 року фабрика занепала.
У 1900—1906 рр. засновано пісочний і рафінадний цукрові заводи.
Напередодні першої світової війни в Бердичеві налічувалося 27 промислових підприємств. Найбільшими з них були заводи «Прогрес», пісочно-рафінадний, шкіряний, дві ткацькі фабрики, збудовані в 90-х роках, миловарний (1886 рік), пивоварний, медоварний, два цегельні та маслоробний заводи, тютюнова, три кондитерські фабрики. Діяло також 4 млини й 14 друкарень і літографій, електростанція.

#### Соціальні умови
Тривалість робочого дня на підприємствах наприкінці XIX — на початку XX ст. становила 12—13 годин. Широко застосовувалася праця жінок і дітей. Так, на тютюновій фабриці 1901 року із 108 робітників 38 становили підлітки. Погані умови праці та низька платня викликала трудові конфлікти. 19 січня 1887 року в місті відбулася велика демонстрація під гаслом «Хліба й роботи!». Поліція розігнала її. 1898 року два тижні страйкували робітники цегельних заводів, які вимагали підвищення заробітної плати й добилися часткової перемоги. В липні 1905 року застрайкували робітники заводу «Прогрес». Вони вимагали 8-годинного робочого дня, підвищення заробітку на 25—30 проц., скасування надурочних робіт, подвоєння плати за роботу у святкові дні та поліпшення медичного обслуговування. Страйк тривав близько двох тижнів. Адміністрація заводу погодилася задовольнити частину вимог робітників, скоротити робочий день до 10 годин, поліпшити медичну допомогу.
Зростала кількість населення, розширювалося й саме місто. Напередодні першої світової війни в Бердичеві налічувалося 5815 будинків і 77 тисяч чоловік. Місцеві власті мало турбувалися про впорядкування міста. Більшість вулиць не була забрукованою і восени потопала в грязюці. Вечорами темрява огортала місто, бо ліхтарі горіли тільки в центрі. У місті не було каналізації.
Відходи виробництва, сміття, нечистоти скидалися в річку Гнилоп'ять, у якій до того ж вимочували шкіри. Не дивно, що вона перетворилася на джерело інфекційних захворювань. У центрі Бердичева, крім майстерень, розміщалися склади сирих шкір, вовни, риби, миловарні. Влітку повітря до краю наповнювалося смородом.

#### Освіта та медицина.
У 1869 році відкрили народне училище, у 1890-х роках — ще дві парафіяльні школи. За кошторисом 1896 року, місцева влада асигнувала на освіту 5230 крб., а на поліцію — 10848 крб. З культурно-освітніх закладів на 1910 рік працювало три невеличкі приватні кінотеатри, тимчасовий театр, 4 бібліотеки та читальня.
На 1910 рік у місті було дві лікарні на 168 ліжок та 30 лікарів, переважна більшість яких займалася тоді приватною практикою.

### Перша світова війна. Визвольні змагання.
Оскільки Бердичів знаходився в прифронтовій смузі, тут дислокувалися військові частини, лазарети, штаби. Більшість підприємств почали випускати воєнну продукцію.
Після зречення імператора влада перейшла до рук громадського комітету — органу Тимчасового уряду. 9 березня 1917 року в місті проведено демонстрацію з участю військ гарнізону. Того ж дня створено також Раду робітничих і солдатських депутатів. У березні почали відновлюватися профспілкові організації, зокрема спілки металістів (на заводі «Прогрес»), шкіряників, друкарів, будівельників, у травні — цукровиків. Діяли організації меншовиків, есерів, бундівців, сіоністів, польські та українські національні партії, більшовики.
Після невдачі червневого наступу російських військ у липні 1917 року в Бердичеві перебував штаб Південно-Західного фронту. Командуючий фронтом генерал Денікін, знаючи, що генерал Корнілов готує заколот, телеграфував йому про свою відданість, а наприкінці серпня видав наказ про арешт членів військової Ради, які не хотіли підтримати Корнілова. Солдати бердичівського гарнізону, дізнавшись про заколот, заявили свій протест. Після заколоту Корнілова, Керенський наказав ув'язнити керівництво фронтом, лояльне до заколотників, в тому числі командувача фронтом Денікіна та князя Крапоткіна, які певний час перебували у місцевій в'язниці.
Після Жовтневого перевороту в місті з'явилися осередки, що підпорядковувався Раді Народних Комісарів. Багато з них складалися з солдатів ПЗФ. Штаб фронту, натомість, не визнавав Радянської влади. В місті перебувала також Верховна фронтова рада (орган Центральної ради). Військово-революційний комітет Південно-Західного фронту 26 листопада визнав вищою владою Раду Народних Комісарів. Проте вже в ніч з 2 на 3 грудня війська Центральної ради змогли встановити свою владу у місті. Згодом з'явилися союзні до ЦР німецькі та австрійські війська. Після закінчення 1-ї Світової війни місто опинилося під управлінням Директорії УНР. З січня 1919 року відбулося кілька єврейських погромів. Протягом кількох місяців тривала боротьба з більшовиками. Під владу більшовиків місто підпало 28 жовтня 1919 року. З 27 квітня по 8 червня 1920 року, під час радянсько-польської війни, у Бердичеві перебували польське військо та армія УНР.

### Міжвоєнний період
У 1923 році Бердичів став центром однойменного району та округу.
У 1930 році у зв'язку з ліквідацією трьохступінчатого адмінподілу (округ-район-село), постановою ВУЦВК та РНК УСРР від 02.09.1930 було виділено 18 міст, які мали свій бюджет та мали статус окремих адміністративно-господарських одиниць. У переліку цих міст поряд з Харковом, Києвом та Одесою значиться і Бердичів.
У зв'язку зі створенням областей 1932 року Бердичів як центр району входив до Київської області, а з 1937 року — до Житомирської області.
По закінченні громадянської війни одразу почали працювати три лікарні. На 1925 рік було також 6 поліклінік та амбулаторій, водолікарня; налічувалося 57 лікарів, 15 стоматологів та 34 працівники середнього медперсоналу. Діяло також 8 аптек.
Уже в 1922 році в Бердичеві працювало 14 шкіл, де 128 учителів навчало 4035 учнів. На кінець відбудовного періоду кількість їх зросла до 4752, а вчителів — до 167. 1920 року відкрито механічний технікум і при ньому профтехшколу. 1923 року прийняв перших слухачів педагогічний технікум. На цукровому заводі (1922 р.) та ім. Ілліча (1923 р.) створено школи ФЗУ, на швейній фабриці (1923 р.) — чотирирічну профшколу. Особливо велика робота проводилася щодо ліквідації неписьменності та малописьменності серед дорослого населення. Першу школу лікнепу відкрито 1920 року на заводі «Прогрес», згодом — на інших підприємствах. На 1921 рік у них здобували грамоту близько 500 чоловік, на 1925 рік налічувалося 12 шкіл лікнепу, де 22 вчителі навчали 551 чоловіка.
З 1920 року почав працювати драматичний театр, на шкірзаводі, цукровому, заводі «Прогрес» та інших — робітничі клуби (всього 11). На 1925 рік у Бердичеві діяли кінотеатр, 10 бібліотек, музей. З 1919 по червень 1925 року в різний час виходила газета під назвами «Известия», «Вісті», «Голос труда», «Голос праці».
Працювало 3 лікарні на 795 ліжок, міські поліклініки — для дорослих і дітей, санепідемстанція, протитуберкульозний диспансер, пологовий будинок. На цукрових, шкіряних, машинобудівних заводах, швейній та трикотажних фабриках діяли медпункти. На 1940 рік у місті налічувилося 47 медичних закладів, 68 лікарів та 176 чоловік середнього медперсоналу.
1930 року засновано інститут соціального виховання, який 1933 року реорганізований у педагогічний, а в 1936 — в учительський. Напередодні війни в ньому навчалося 500 студентів на стаціонарному й 2700 — на заочному відділеннях. Діяли також механічний, медичний та педагогічний технікуми, ремісниче училище.
У 1940 році в Бердичеві було 22 школи, у тому числі 10 середніх, 10 семирічних та 2 початкові, де навчалося 9,5 тис. учнів. Крім того, діяло три школи робітничої молоді.
Напередодні Німецько-радянської війни в місті налічувалося уже 39 промислових підприємств, у тому числі найбільший в Україні шкіряний завод, 2 машинобудівні та 2 цукрові заводи, м'ясокомбінат, трикотажна, взуттєва та швейна фабрики.

### Друга світова війна.
Напередодні Німецько-радянської війни в місті налічувалося 1273 будинки й 75 тис. населення.
Для боротьби з диверсантами створено винищувальний батальйон з 350 чоловік. Велика кількість жителів працювала на спорудженні бомбосховищ та демонтажу промислового устаткування, яке вивозилося в східні райони країни. 8 липня 1941 року після запеклих боїв у місто увійшли німецькі війська.
Оскільки Бердичів був переважно єврейським містом, то він став місцем масового знищення євреїв. Було страчено 38 536 людей, більшість з яких були євреями. Крім того, на каторгу до Німеччини вивезли 11,5 тис. жителів.
У січні-лютому 1942 року — місцеве населення добровільно збирало зимовий одяг на потреби німецькій армії та її союзників.
5 січня 1944 р. місто було звільнено радянською армією. В ознаменування здобутої перемоги з'єднанням і частинам, що відзначилися в боях за звільнення населеного пункту, Наказом Верховного Головнокомандувача І. В. Сталіна від 06.01.1944 було присвоєно назву «Бердичівських»:
- 389-а стрілецька Бердичівська дивізія,
- 117-а гвардійська стрілецька Бердичівська дивізія,
- 24-а стрілецька Бердичівська дивізія,
- 44-а гвардійська танкова Бердичівська Червонопрапорна бригада,
- 12-й окремий гвардійський танковий Бердичівський полк,
- 312-й гвардійський винищувальний протитанковий артилерійський Бердичівський полк (майор Соломатін Яків Олексійович),
- 493-й винищувальний протитанковий артилерійський Бердичівський полк (підполковник Вілінський Петро Михайлович),
- 91-й гвардійський мінометний Бердичівський полк (підполковник Сігаєв Веніамін Матвійович),
- 227-а штурмова авіаційна Бердичівська дивізія (полковник Ложечников Андрій Олександрович).

За час війни більш як у 4 рази зменшилася кількість населення й на січень 1944 року становила лише 18 тисяч. 7800 бердичівців воювали у складі РСЧА. З них 5646 чоловік нагороджено орденами й медалями, а льотчиці П. В. Гельман та комбату К. А. Томашевському присвоєно звання Героя Радянського Союзу. 4623 уродженці Бердичева загинули на фронтах.

## Радянська окупація 1944-1991 р.р. Бердичів у часи Незалежності.
60—70-ті роки 20-го ст. позначилися реконструкцією старих підприємств і будівництвом нових. На заводі «Прогрес» збудовано головний виробничий корпус площею понад одну тис.кв.м., на заводі «Комсомолець» збудовані і введені в дію виробничі площі 12600 квадратних метрів. З 1961 на шкірзаводі ім. Ілліча почала діяти перша в Радянському Союзі напівавтоматична лінія виготовлення хрому. Зросли виробничі потужності й обсяги виробництва на рафінадному заводі, швейній фабриці, м'ясокомбінаті.
З підключенням Бердичева (1950) до газопроводу Дашава-Київ мешканці стали користуватися газом, у 1967 році уведено в дію центральну автоматичну телефонну станцію на 3000 номерів типу АТС-54а, збудовано готель, новий універмаг, що отримав назву «Ювілейний». Вулиці міста вкрилися асфальтом, обабіч їх з'явилися дерева й чагарники. У лікарні, поліклініці, санепідемстанції, протитуберкульозному й онкологічному диспансерах, пологовому будинку працювало 167 лікарів, 76 фармацевтів та 665 медпрацівників із середньою спеціальною освітою.
У 23-х школах, з яких було 12 середніх, навчалося 11 тис. учнів і працювало близько 800 учителів, а в трьох професійно-технічних училищах (відкритих 1958, 1961 й 1972) навчалося 1385 юнаків і дівчат. 1951 учительський інститут реорганізовано в педагогічний, 1971 його розформовано, а факультети переведені до Житомира та Умані. Діяли три середні спеціальні навчальні заклади — машинобудівний технікум, педагогічне та медичне училища, в яких на початок 80-х 20-го ст. навчалося понад 2 тис. чоловік. Бердичівське педагогічне училище в 1985 випустило 562 учителі. Машинобудівний технікум підготував і випустив цього року 361, а медичне училище — 214 спеціалістів.
Провідними галузями промисловості стали машинобудування і приладобудування. Першу з них представляв завод «Прогрес», другу — завод «Комсомолець». Серед підприємств легкої промисловості представляли місто шкіряний завод і взуттєва фабрика, а рафінадний завод був серед підприємств харчової промисловості.